# Курылувка
Курылувка (пол. Kuryłówka)  —  деревня  в Польше, входит в Подкарпатское воеводство,  Лежайский повет. Административный центр гмины Курылувка. Расположенный в устье Злота в Сан.

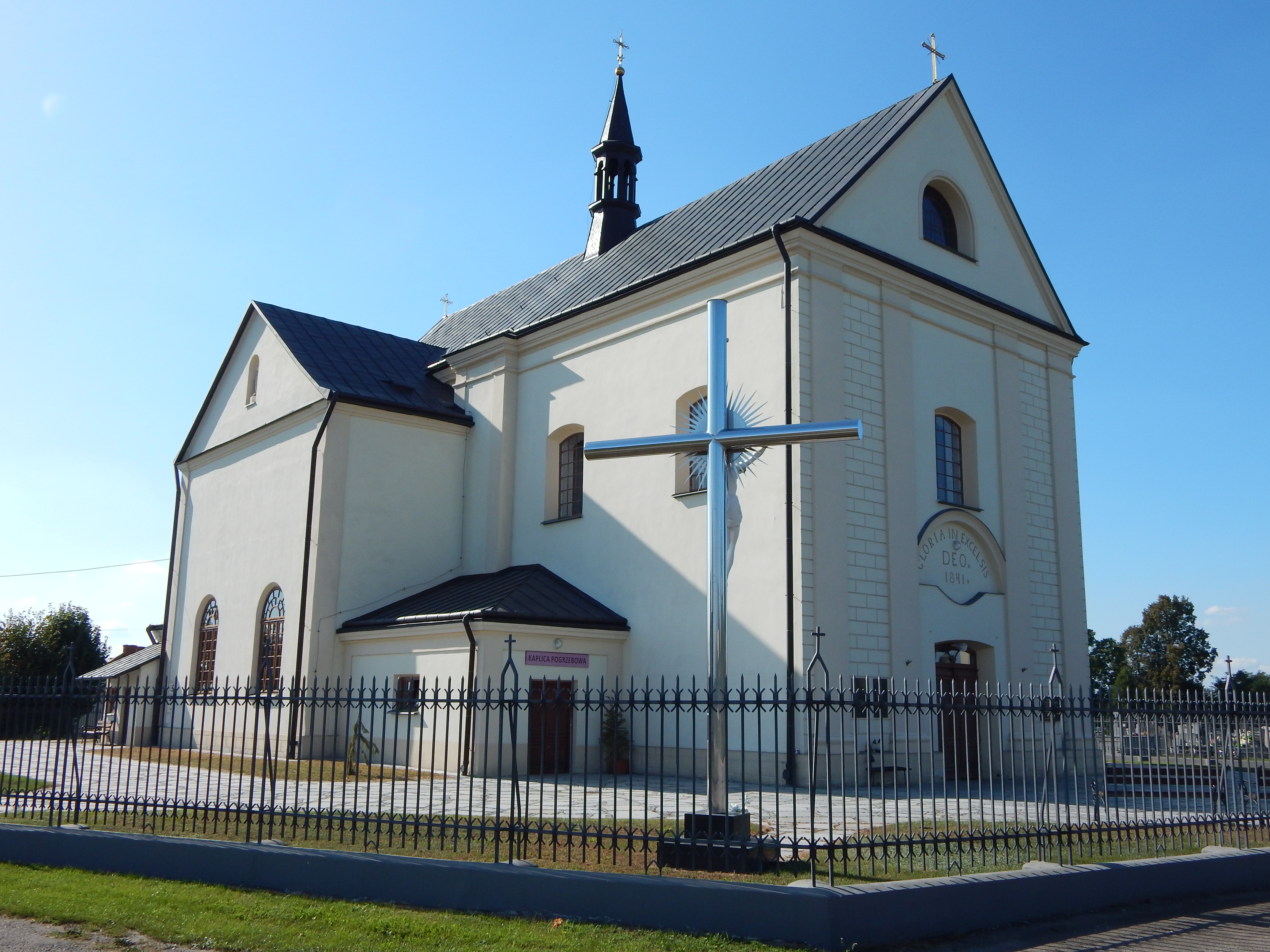
Костёл святого Иосифa

## История
Впервые упоминается в 1515 году, хотя поселение в этом месте уже существовало в римские времена. В 1978 году Александра Грушинская из Окружного музея в Жешуве провела археологические исследования, в ходе которых были обнаружены остатки поселения из Римский период.
В 1815–1915 годах на границе между Австрией и Россией проходил австрийский пограничный пункт. С сентября 1914 года по июнь 1915 года оккупированы русскими войсками. С 30 сентября по 26 октября 1939 г. его захватили части Советской армии. В марте 1944 года месте боев советских партизан Петра Верахори. 29 июня 1944 г. нашествие калмыков. В июле 1944 года она была захвачена 13-й армией 1-го Украинского фронта. 7 мая 1945 года - битва при Куриловке - крупнейшая битва польских подпольных войск на польских территориях с Советами, в которой погибло около 70 захватчиков.

## Достопримечательности
- Костёл святого Иосифa, построенная в XVIII век
- Костёл святого Николайa, построенная в XIX век (бывшая грекокатолическая церковь святой Параксевий).

## Известные жители
- Франтишек Выспяньский